# Sistema para manejo de conferencias
Un sistema para el manejo de conferencias es un software (normalmente mediante interfaz web) que asiste en la organización de 
congresos científicos o técnicos. Ayuda a los organizadores, al comité de programa (revisores) y a los autores a realizar el proceso de Revisión por pares.
Este tipo de sistemas también se utilizan para publicaciones con arbitraje.

## Funcionalidad
Las funciones típicas y el flujo de trabajo  de estos sistemas son:
- Recibir los artículos de  los distintos autores.
- Permitir que estos artículos sean anónimos para los revisores. No siempre se utiliza este mecanismo.
- Permitir que los revisores ingresen los tópicos de interés o los trabajos que desean evaluar (Bidding).
- Manejar los conflictos de interés. Por ejemplo autor y revisor perteneciente a la misma institución.
- Asignación de revisores a cada trabajo.
- Distribuir los artículos a los revisores correspondientes.
- Recolectar las revisiones.
- Supervisar el proceso y el estado de las revisiones.
- Compartir las revisiones entre los revisores asignados. Para asegurar la independencia de las revisiones

los revisores no pueden ver otras calificaciones antes de haber hecho la propia evaluación.
- Organizar las revisiones y definir un nivel de aceptación (puntaje necesario para aceptación).
- Hacer anónimas las revisiones (para los autores y para los demás revisores).
- Distribuir las revisiones a los autores correspondientes.
- Recolectar las versiones finales de los trabajos aceptados.

Algunos sistemas, además de la revisión de pares, cubren otros aspectos de una conferencia o congreso:
- Crear un sitio web del evento.
- Registro de asistentes y pago de inscripción.
- Publicación de Actas (reunión académica).
- Impresión de tarjetas de identificación (gafete o name tag) y certificados de asistencia.

- Datos: Q4420997